# Aquila (serial telewizyjny)
Aquila – brytyjski serial komediowo-obyczajowy stworzony przez Andrew Norrissa produkowany w latach 1997–1998.
Światowa premiera serialu miała miejsce 2 grudnia 1997 roku na antenie BBC. Ostatni odcinek serialu został wyemitowany 17 grudnia 1998 roku. W Polsce serial nadawany był dawniej na kanale TVP1.

## Obsada
- Ben Brooks jako Tom Baxter
- Craig Yve jako Geoff Reynolds
- Sallyanne Law jako pani Baxter
- Hilary Mason jako pani Murray
- Vivien Parry jako pani Reynolds
- Thomas Weathley jako profesor Hare

i inni

## Spis odcinków
| N/o            | Tytuł angielski                     |
| -------------- | ----------------------------------- |
|                |                                     |
| SERIA PIERWSZA |                                     |
|                |                                     |
| 01             | The Eagle Has Landed                |
|                |                                     |
| 02             | Homeward Bound                      |
|                |                                     |
| 03             | Losing Sight                        |
|                |                                     |
| 04             | Manual Control                      |
|                |                                     |
| 05             | Energy Levels                       |
|                |                                     |
| 06             | Comprehension Exercise              |
|                |                                     |
| 07             | The Eagle's Eyrie                   |
|                |                                     |
| SERIA DRUGA    |                                     |
|                |                                     |
| 08             | The Birthday Surprise               |
|                |                                     |
| 09             | Battling Bobby                      |
|                |                                     |
| 10             | An Elephant Surrounded by Blind Men |
|                |                                     |
| 11             | The Gooseberry                      |
|                |                                     |
| 12             | End of an Eyrie                     |
|                |                                     |
| 13             | On Second Thoughts, Let's Panic     |
|                |                                     |